# Алібаєвське
Аліба́євське (рос. Алибаевское, башк. Әлибай) — село у складі Хайбуллінського району Башкортостану, Росія. Входить до складу Уфімської сільської ради.
Населення — 315 осіб (2010; 324 в 2002).
Національний склад:
- башкири — 74%